# William Conyers, 1. Baron Conyers
William Conyers, 1. Baron Conyers (* 21. Dezember 1468, nach anderen Angaben 1467 oder 1468; † vor 14. April 1524) war ein englischer Adliger.

## Herkunft und familiärer Hintergrund

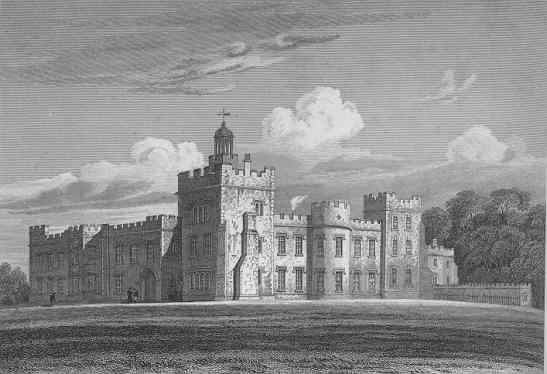
Hornby Castle in Yorkshire, um 1829

William Conyers entstammte der Familie Conyers, einer weitverzweigten Familie der nordenglischen Gentry. Er war der älteste Sohn von John Conyers und dessen Frau Alice Neville. Sein Vater starb bereits 1469, worauf der junge William zum Haupterben seines Großvaters Sir John Conyers wurde. Nach dem Tod seines Großvaters im März 1490 erbte er dessen Besitzungen. Dazu gehörten neben dem Familiensitz Hornby Castle umfangreiche Besitzungen aus dem Darcy-Erbe. Nach dem Tod seiner Großmutter mütterlicherseits Joan Neville, der Witwe von William Neville, 1. Earl of Kent im Dezember 1490 erhielt er 1491 seinen Erbteil aus dem Fauconberg-Erbe.

## Berufliche und militärische Laufbahn
Nach der Machtübernahme von König Heinrich VII. nach der Schlacht von Bosworth wurde William im Februar 1486 zusammen mit seinem Großvater John Conyers zum Vogt, Verwalter und Constable von Richmond ernannt. Obwohl sein Großvater ein Unterstützer von König Richard III. gewesen war, war er nicht in Ungnade gefallen. Als Folge davon dienten er und sein Enkel loyal dem neuen König. Als 1489 Gegner des neuen Königs in Richmondshire versuchten, sie für ihre Revolte zu gewinnen, lehnten sie dies ab und leiteten stattdessen aktiv die Niederschlagung der Revolte. Während des Feldzugs des Königs nach Schottland wurde Conyers am 30. September 1497 zum Knight Bachelor geschlagen. Als reicher Grundbesitzer und Teilerbe der Baronien Darcy und Fauconberg wurde Conyers bereits vor 1505 als Lord Conyers bezeichnet. Der neue König Heinrich VIII. berief ihn am 17. Oktober 1509 mit einem Writ of Summons als Baron Conyers ins House of Lords. Diese Standeserhöhung zum erblichen Peer verdankte er vor allem seinen persönlichen Leistungen und nur zum Teil seiner Herkunft, denn Angehörige der Familie Strangways, die ebenfalls Töchter der Familien Darcy und Fauconberg geheiratet hatten, wurden nicht in den erblichen Hochadel aufgenommen. In der Auseinandersetzung mit Schottland ernannte Heinrich VIII. Conyers am 1. November 1511 zum englischen Verhandlungsführer als Leiter der englischen Delegation für die Verhandlungen mit den Schotten. Nach Ausbruch des Krieges zwischen England und den Schotten nahm er am Feldzug und an der für England siegreichen Schlacht von Flodden Field 1513 teil.

## Privates
Neben dem Königs- und Kriegsdienst kümmerte er sich auch um das ererbte, aber in den Rosenkriegen zerstörte Hornby Castle, das er wiederaufbaute. Er war zweimal verheiratet, wobei er dank seines reichen Grundbesitzes jeweils Töchter aus hochadligen Familien heiraten konnte. Spätestens im Juni 1479 hatte er Hon. Mary Scrope, eine Tochter von John Scrope, 5. Baron Scrope of Bolton, geheiratet, die aber noch im September desselben Jahres verstarb. In zweiter Ehe heiratete er Lady Anne Neville, eine Tochter von Ralph Neville, 3. Earl of Westmorland. Aus seiner zweiten Ehe hatte er einen Sohn und zwei Töchter:
- Christopher Conyers, 2. Baron Conyers († 1538) ⚭ 1515 Hon. Anne Dacre († 1547/1548), Tochter von Thomas Dacre, 2. Baron Dacre (of Gilsland);
- Hon. Katherine Conyers († 1566/1567) ⚭ um 1528 Sir Francis Bigod, Gutsherr von Settrington in Yorkshire;
- Hon. Margaret Conyers ⚭ Sir Richard Cholmeley, MP, Gutsherr von Roxby in Yorkshire.

Bei seinem Tod 1524 war sein Sohn Christopher Conyers der Erbe seiner Besitzungen und des Titels.